# Pik Semjonow
Der Berg Pik Semjonow (auch Semjonowa) befindet sich im Tian Shan an der Grenze zwischen Kasachstan und Kirgisistan.

## Lage
Der 5816 m hohe Berg liegt 8,64 km nordwestlich des Khan Tengri (6995 m) auf der gegenüberliegenden Seite des Nördlichen Engiltschek-Gletschers. Die Grenzlinie verläuft als gerade Verbindungslinie zwischen den beiden Gipfeln. Der Pik Semjonow ist nach dem 4,71 km weiter östlich gelegenen Bayankol der zweithöchste Berg der Sarydschaskette. An der Nordflanke des Pik Semjonow liegt das Nährgebiet des Semjonow-Gletschers, der das Quellgebiet des Sarydschas-Flusses bildet.

## Namensherkunft
Der Berg wurde zu Ehren des russischen Geografen und Forschungsreisenden Pjotr Petrowitsch Semjonow-Tjan-Schanski benannt.